# IT-Planungsrat

Logo

Der IT-Planungsrat ist ein politisches Steuerungsgremium von Bund und Ländern in Deutschland, welches die Zusammenarbeit im Bereich der Informationstechnik koordiniert. Die Möglichkeit dieser Zusammenarbeit wurde mit Art. 91c GG verfassungsrechtlich ermöglicht. Gesetzliche Grundlage ist der (in Landes- und Bundesrecht transformierte) IT-Staatsvertrag, der am 1. April 2010 in Kraft trat und zur Errichtung der Föderalen IT-Kooperation (FITKO) zum 1. Oktober 2019 überarbeitet wurde.
Das Gremium stellt ein gemeinsames Exekutivgremium von Bund und Ländern dar. Deshalb erfolgt die verfassungsrechtliche Verankerung in  im Kapitel VIIIa Gemeinschaftsaufgaben, Verwaltungszusammenarbeit im Grundgesetz.
Hintergrund der Einrichtung des IT-Planungsrats sind die Empfehlungen der Föderalismuskommission II aus dem Jahr 2009, die u. a. eine Bündelung der IT-Koordinierung für mehr Effizienz und Bürgernähe vorsah. Der IT-Planungsrat agiert als Rechtsnachfolger des KoopA ADV.
Die Beratungsunterlagen für den IT-Planungsrat umfassen für eine typische Sitzung viele hundert Seiten. Diese Unterlagen sind nur teilnehmeröffentlich. Die Unterlagen werden in der Regel arbeitsteilig in den zuständigen Ministerien bearbeitet, so dass inhaltliche Widersprüche zwischen Tagesordnungspunkten nicht unbedingt entdeckt werden. Lediglich die gefassten Beschlüsse werden auf der Seite des IT-Planungsrates veröffentlicht.

## Nationale E-Government-Strategie (NEGS)
Im Kontakt mit Behörden sollen Bürger und Unternehmen umfassende, hochwertige und sichere digitale Lösungen nutzen können. Da bei vielen Vorgängen mehrere Verwaltungsebenen betroffen sind und um unnötige Doppelentwicklungen zu vermeiden, soll ein abgestimmtes Vorgehen von Bund, Ländern und Kommunen im Rahmen der Nationalen E-Government-Strategie (NEGS) sichergestellt werden. Diese Strategie wurde im September 2010 vom IT-Planungsrat beschlossen. Seit 1. Oktober 2015 liegt sie in einer überarbeiteten Fassung vor. 2019 fand eine Evaluation statt.
Das E-Government-Gesetz von 2013 regelt unter anderem auch die Umsetzung von Standardisierungsbeschlüssen des IT-Planungsrates. Mit Gründung der FITKO sind die Aufgaben zur Führung und Pflege der Standardisierungsagenda an die FITKO übertragen worden.
Im September 2013 vereinbaren IT-Planungsrat und Nationaler Normenkontrollrat eine enge Zusammenarbeit beim Bürokratieabbau mit E-Government.

## Aufgaben
Dem IT-Planungsrat werden in § 1 des Staatsvertrags folgende Aufgaben zugewiesen:
- er koordiniert die Zusammenarbeit von Bund und Ländern in Fragen der Informationstechnik, insbesondere bei der Umsetzung des Online-Zugangsgesetzes (§ 4 OZG)
- er beschließt über fachunabhängige oder fachübergreifende IT-Interoperabilitäts- und IT-Sicherheitsstandards,
- er steuert E-Government-Projekte im Rahmen der Nationalen E-Government-Strategie (NEGS) und
- er plant und entwickelt das Bund-Länder-Verbindungsnetz[10]

Gemeinsame Gremienarbeit, Fachministerkonferenzen, Kooperationen für die verbindliche Zusammenarbeit bei ausgewählten Themen sowie Partnerschaften mit wissenschaftlichen Institutionen sollen dazu dienen, die Verwaltungsdigitalisierung zu koordinieren und voranzutreiben.
Zur Unterstützung des IT-Planungsrates wurde eine Geschäftsstelle eingerichtet, sie war im Bundesministerium des Innern, für Bau und Heimat angesiedelt und wurde gemeinsam von Bund und Ländern finanziert und personell besetzt. Diese übernahm sowohl Querschnittsaufgaben (z. B. Sitzungsmanagement, Finanzplanung, Öffentlichkeitsarbeit) als auch inhaltliche Aufgaben (z. B. Programmmanagement). Sie gibt auch die Entscheidungen des IT-Planungsrats im Bundesanzeiger bekannt (§ 1 Abs. 5 Satz 3 IT-StV). Am 1. Juli 2020 wurde die Geschäftsstelle zur FITKO verlagert, die diese Aufgaben nun wahrnimmt.
Allgemeine operative Daueraufgaben werden von der Koordinierungsstelle für IT-Standards (KoSIT) wahrgenommen. Als ergänzende Steuerung der KoSIT über das Gremium IT-Planungsrat und der Geschäftsstelle IT-Planungsrat gibt es den KoSIT-Beirat. Die KoSIT betreut insbesondere das XÖV-Rahmenwerk und Online Services Computer Interface (OSCI).

## Zusammensetzung

### Zentrales Gremium für die Digitalisierung der Verwaltung
Der IT-Planungsrat ist ein 17-köpfiges Gremium bestehend aus Vertretern der Bundesregierung und der Regierungen der Länder. Weitere Personen, z. B. Vertreter der Kommunen, können beratend an den Sitzungen teilnehmen und hinzugezogen werden.
Mitglieder des IT-Planungsrats sind der Beauftragte der Bundesregierung für Informationstechnik sowie jeweils der für Informationstechnik zuständige Vertreter jedes Landes.
In beratender Funktion nehmen an den Sitzungen des IT-Planungsrats zudem teil: die Vertreter der drei kommunalen Spitzenverbände, die Bundesbeauftragte für den Datenschutz und die Informationsfreiheit sowie durch seine Entscheidungen betroffene Vertreter der Fachministerkonferenzen.
Der Vorsitz wechselt jährlich zwischen Bund und Ländern. Dabei übernehmen die Länder den Vorsitz in alphabetischer Reihenfolge. Die Sitzungen des IT-Planungsrats finden in der Regel drei Mal im Jahr statt.
Im Gegensatz zum Bundesrat, in dem die Länder abhängig von ihrer Einwohnerzahl über unterschiedliche Stimmenzahlen verfügen, hat im IT-Planungsrat jede Stimme und jedes Land das gleiche Gewicht, obwohl Bremen als kleinstes Bundesland mehr als 46-mal von der Einwohnerzahl in das bevölkerungsstärkste Land Nordrhein-Westfalen passt. Die Einstimmigkeit wird in der Regel angestrebt, 11 Länder und der Bund können, soweit 2/3 der Finanzierungsanteile nach dem Königsteiner Schlüssel dadurch abgebildet werden, auch Mehrheitsentscheidungen treffen.
Der IT-Planungsrat stellt ein Gremium zwischen Bund und Ländern dar, in dem Mitglieder der Exekutive sich beraten und Entscheidungen treffen, für die – außer dem Bundesgesetzgeber im Rahmen seiner Gesetzgebungsbefugnis – niemand eine Legitimation hat. Wolfhard Steinmetz kommt in seinem Beitrag zu dem Ergebnis, dass bei enger Auslegung des Begriffs Standard im Sinne von Art 91c II 1 GG kein Problem mit der Legitimität bestünde. Alternativ zu dieser Ansicht müsste der Verfassungsgeber eine klare Gesetzgebungszuständigkeit für übergreifende Digitalisierungsfragen, also eine Digitalverfassung schaffen.

### Mitglieder
Zum November 2024 waren das:
| Name                          | Bezeichnung |
| ----------------------------- | --- |
| Markus Richter                | Staatssekretär im Bundesministerium des Innern und für Heimat, Beauftragter der Bundesregierung für Informationstechnik (Vorsitz)                                                  |
| Jan Pörksen                   | Chef der Senatskanzlei und des Personalamtes der Freien und Hansestadt Hamburg |
| Stefan Krebs                  | Ministerialdirektor im Innenministerium des Landes Baden-Württemberg und Beauftragter der Landesregierung für Informationstechnologie (CIO)                                        |
| Fabian Mehring                | Bayerischer Staatsminister für Digitales |
| Martina Klement               | IKT-Staatssekretärin in der Senatskanzlei des Landes Berlin |
| Markus Grünewald              | Staatssekretär am Ministerium des Innern und für Kommunales des Landes Brandenburg                                                                                                 |
| Stefan Sauer                  | Staatssekretär für Digitale Strategie und Entwicklung, CIO des Landes Hessen |
| Martin Hagen                  | Staatsrat beim Senator für Finanzen der Freien Hansestadt Bremen |
| Ina-Maria Ulbrich             | Staatssekretärin im Ministerium für Energie, Infrastruktur und Digitalisierung des Landes Mecklenburg-Vorpommern                                                                   |
| Stephan Manke                 | Staatssekretär im Niedersächsischen Ministerium für Inneres und Sport |
| Daniel Sieveke                | Staatssekretär im Ministerium für Heimat, Kommunales, Bau und Digitalisierung des Landes Nordrhein-Westfalen                                                                       |
| Denis Alt                     | Staatssekretär im Ministerium für Arbeit, Soziales, Transformation und Digitalisierung des Landes Rheinland-Pfalz                                                                  |
| Elena Yorgova-Ramanauskas     | Staatssekretärin und CIO im Ministerium für Wirtschaft, Innovation, Digitales und Energie                                                                                          |
| Thomas Popp                   | Staatssekretär für Digitale Verwaltung und Verwaltungsmodernisierung, Mitglied der Sächsischen Staatsregierung und CIO                                                             |
| Bernd Schlömer                | Staatssekretär für Digitalisierung im Ministerium für Infrastruktur und Digitales des Landes Sachsen-Anhalt und Beauftragter der Landesregierung für die Informationstechnik (CIO) |
| Dirk Schrödter                | Minister und Chef der Staatskanzlei des Landes Schleswig-Holstein |
| Hartmut Schubert              | Staatssekretär im Thüringer Finanzministerium |
|                               | Beratende Mitglieder |
| Louisa Specht-Riemenschneider | Bundesbeauftragte für den Datenschutz und die Informationsfreiheit |
| Christoph Lahmann             | Vertreter aus dem Kreis der Landesdatenschutzbeauftragten |
| Andre Göbel                   | Präsident der FITKO |
| Kay Ruge                      | Beigeordneter des Deutschen Landkreistages |
| Uda Bastians                  | Beigeordnete des Dezernats Recht und Verwaltung im Deutschen Städtetag |
| Alexander Handschuh           | Sprecher des Deutschen Städte- und Gemeindebunds |

### Abteilungsleiterrunde
Der beträchtliche Umfang an Themen für die einzelnen Sitzungen des IT-Planungsrates wird im Rahmen einer Abteilungsleiterrunde (AL-Sitzung) vorbereitet und vielfach auch inhaltlich vorberaten.
Neben der fachlichen Vorbereitung der Sitzungen des IT-Planungsrats und der Eingabe von Beschlussempfehlungen unterstützt die Abteilungsleiterrunde (AL-Runde) den IT-Planungsrat bei der Wahrnehmung seiner Aufgaben; insbesondere bei der Umsetzung laufender Projekte (z.B. in Form von Controlling- und Sachstandsberichten) und bei der näheren Ausgestaltung und Umsetzung der Beschlüsse des IT-Planungsrats auf dessen Anweisung.

## Föderale IT-Kooperation (FITKO)
Am 1. Januar 2020 wurde mit der Föderalen IT-Kooperation (FITKO) als Anstalt des öffentlichen Rechts eine gemeinsame Einrichtung des Bundes und der Länder geschaffen, die den IT-Planungsrat bei der Erfüllung seiner Aufgaben unterstützen soll.

## Projekte und Produkte des IT-Planungsrates
Eine Aufgabe des IT-Planungsrates besteht laut IT-Staatsvertrag darin, „Projekte und Produkte des informations- und kommunikationstechnisch unterstützten Regierens und Verwaltens“ zu steuern (§ 1 Absatz 1 IT-Staatsvertrag). Projekte sind dabei zeitlich befristete Vorhaben, die der Umsetzung des IT-Staatsvertrages und Onlinezugangsgesetzes dienen.
Aufgrund dieser allgemein gehaltenen Definition können Projekte des IT-Planungsrates sehr unterschiedliche Vorhaben umsetzen: Sie reichen vom Aufbau technischer Systeme über Lernplattformen bis hin zu Standardisierungsvorhaben.
Der Bund, ein Land oder ein Konsortium mehrerer Länder oder von Bund und Ländern erklären sich bereit, die Federführung von Projekten zu übernehmen. Bei der Steuerung der Projekte wird der IT-Planungsrat von der FITKO unterstützt.

### Projekte in direkter Verantwortung
Projekte zur Umsetzung der Aufgaben des IT-Staatsvertrages liegen in direkter Verantwortung des IT-Planungsrates.
- xDomea Regierung[23]
- Registermodernisierung[24][25][26][27]

- Umsetzung der Leitlinie für Informationssicherheit[28]

### Projekte
Eine Aufgabe des IT-Planungsrats besteht laut IT-Staatsvertrag darin, „Projekte und Produkte des informations- und kommunikationstechnisch unterstützten Regierens und Verwaltens“ zu steuern (§ 1 Absatz 1 IT-Staatsvertrag). Projekte sind dabei zeitlich befristete Vorhaben, die dem im Staatsvertrag genannten Zweck dienen müssen.
1. Föderale Digitalisierungsprojekte[30]
2. Umsetzung des Onlinezugangsgesetzes (OZG)[31]
3. Registermodernisierung[32]

### Produkte
Diese Produkte steuert die FITKO im Auftrag des IT-Planungsrates oder wird die Steuerung bis Ende 2022 von den bestehenden Geschäfts- und Koordinierungsstellen übernehmen. Das Produktportfolio wächst, wenn Projekte vom IT-Planungsrat in den Produkt-Status erhoben werden.
- Behördennummer 115[34]
- Behördenfinder Deutschland[35]
- Deutsches Verwaltungsdiensteverzeichnis (DVDV)[36]
- eGov-Campus[37]
- FIT-Store[38][39]
- FIT-Connect[40]
- Föderales Entwicklungsportal[41]
- Föderales Informationsmanagement (FIM)[42]
- GovData – Das Datenportal für Deutschland[43]
- Governikus[44]
- Anwendung Governikus MultiMessenger (GMM) des IT-Planungsrates[45]
- Marktplatz für EfA-Leistungen[46]
- Online-Gateway Portalverbund (PVOG)[47]
- Online-Sicherheitsprüfung (OSiP)[48]
- Unternehmenskonto[49]

### Produktmanagement
In seiner 45. Sitzung hat der IT-Planungsrat am 13. November 2024 die Version 1.0 eines Produktmanagement-Modells (42 Seiten) beschlossen. Darin ist vorgesehen, dass für jedes Produkt ein Produktboard, bestehend aus vier Ländern, dem Bund und der FITKO geschaffen werden soll.